# Emblyna horta
Emblyna horta là một loài nhện trong họ Dictynidae.
Loài này thuộc chi Emblyna. Emblyna horta được Willis J. Gertsch & Wilton Ivie miêu tả năm 1936.